# هانس خواكيم هوب
هانس خواكيم هوب (بالألمانية: Hans-Joachim Hoppe)‏ هو مؤرخ وأستاذ جامعي ألماني، ولد في 22 سبتمبر 1945 في هيلدن في ألمانيا.